# Màquina de treure punts

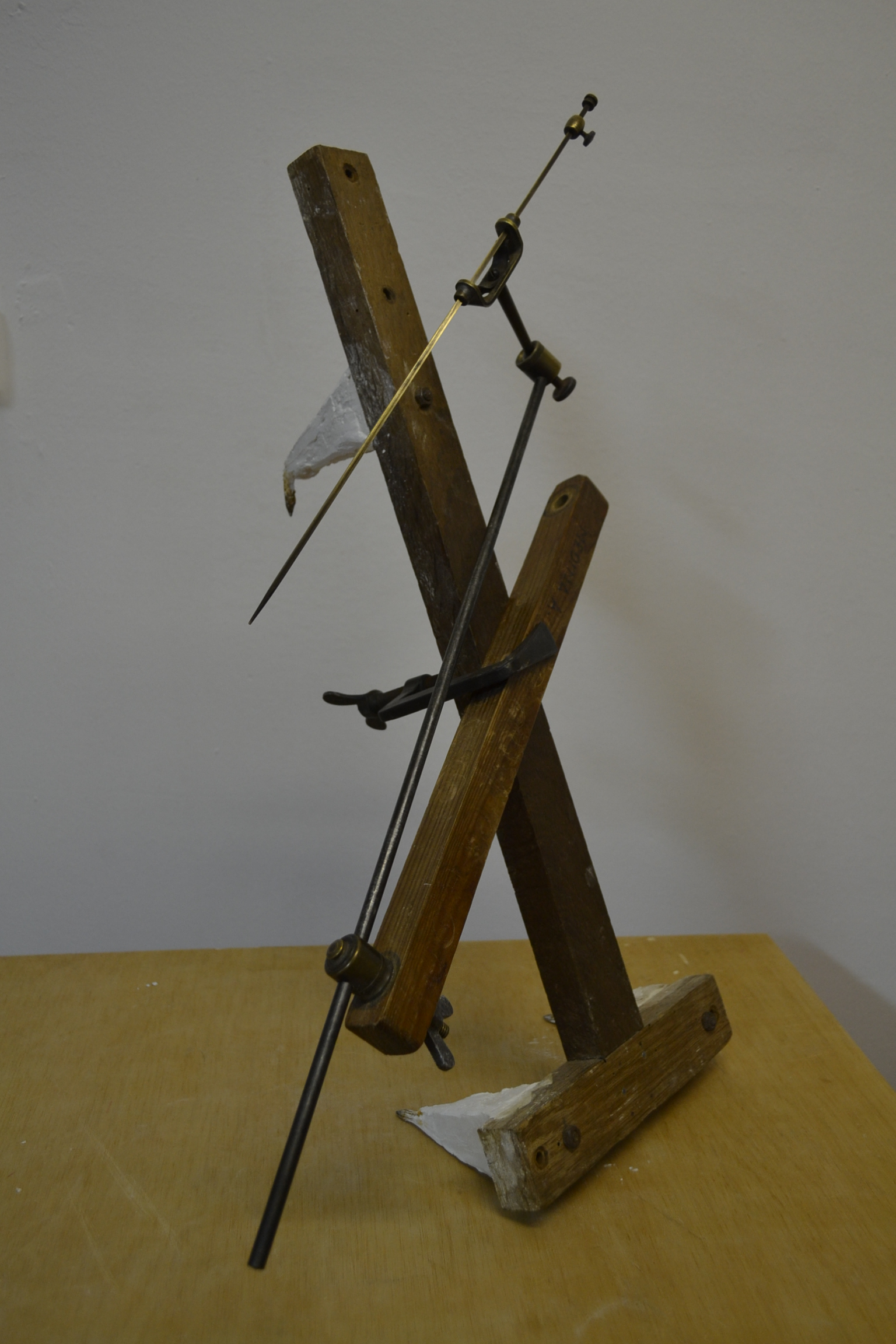
Màquina de treure punts i creu

La màquina de treure punts o puntòmetre és una eina de mesurament utilitzat pels escultors i picapedrers per copiar amb exactitud els models de guix, terra cuita o d'altres materials sòlids, a la fusta o pedra.
L'instrument consta d'una pluralitat de barres de metalls i articulacions que es poden col·locar en diverses orientacions assenyalant un punt i després es fixa. No és en realitat una màquina; el seu nom es deriva de l'italià macchinetta di punta.
La invenció de l'eina s'ha atribuït tant a l'escultor i medallista francès Nicolas-Marie Gatteaux (1751-1832) com a l'escultor britànic John Bacon (1740-1799) Més tard va ser perfeccionat per Antonio Canova.
Va tenir un major ús i es va estendre, al segle xix. Per a la talla de fusta i pedra, es va convertir en una eina indispensable, ja que els escultors, un cop resolt el model, podrien delegar en un oficial l'operació de copiar l'obra en material definitiu sense córrer el risc que l'escultura canviés.

## Us
Serveix per situar els punts, mesurats en el model, sobre el bloc de fusta o pedra per aconseguir, unint-los entre si, una còpia exacta de l'original.
Per arribar a aquest fi, se segueix un procés que inclou una primera fase, en què els punts es mesuren en el model amb un augment d'un centímetre aproximadament, per eliminar a la reproducció, la major part del material sobrant (desbastat) i una segona fase amb les mesures exactes que ens donaran els punts definitius fixats en la còpia.
Per a models de qualsevol mida, s'utilitza la mateixa màquina de punts. El que canvia és la mida de la «creu», que és la peça de fusta o metall en forma de T, on van els tres punts que l'ancoren al model i al bloc per a la còpia, i a la qual se subjecta la màquina de punts amb un petit serjant, per poder desplaçar-la d'acord amb la necessitat (situació del punt). Aquesta creu és la que canvia de mida segons siguin les dimensions del model a reproduir.

## Tècnica

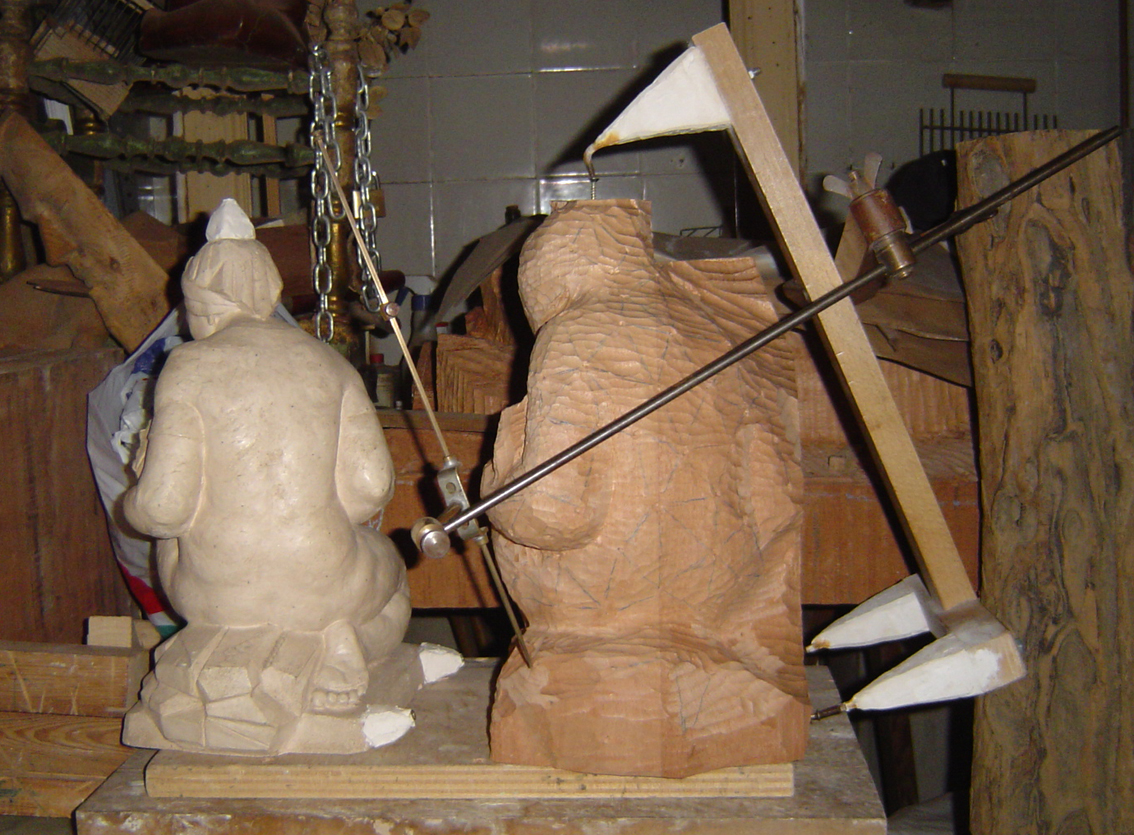
Estiu de Medina Ayllón en procés

Per transferir els punts de mesura a partir d'un model a un bloc de pedra o de fusta, l'escultor acostuma a fixar tres punts de referència, que es corresponen en alçada, amplada i profunditat tant al model com al bloc. És en aquests tres punts, marcats amb uns caragols, on es recolzen les tres puntes de la creu. La màquina de punts se subjecta a la creu amb un serjant petit, de tal manera que l'agulla mesuradora quedi dirigida i caigui perpendicular al punt que se'n va a cercar.